# خافيير روجاس
خافيير روجاس (بالإسبانية: Javier Rojas Iguaro)‏ هو لاعب كرة قدم بوليفي في مركز حراسة المرمى، ولد في 14 يناير 1996 في سانتا كروز دي لا سييرا في بوليفيا. شارك مع منتخب بوليفيا لكرة القدم. أما مع النوادي، فقد لعب مع ناسيونال بوتوسي.

## وصلات خارجية
- خافيير روجاس على موقع قاعدة بيانات كرة القدم.إي يو (الإنجليزية)
- خافيير روجاس على موقع ناشيونال فوتبول تيمز (الإنجليزية)
- خافيير روجاس على موقع Soccerway.com (الإنجليزية)